# قلب یک معبد است
قلب یک معبد است (انگلیسی: Dil Ek Mandir) فیلمی هندی است که در سال ۱۹۶۳ منتشر شد. از بازیگران آن می‌توان به راجندرا کومار، مینا کوماری و راج کومار اشاره کرد.